# Uniwersytet Ajn Szams
Uniwersytet Ajn Szams (arab. جامعة عين شمس) – powstały w 1950 roku egipski uniwersytet z siedzibą w Kairze. Uczelnia umożliwia kształcenie się na trzech poziomach: licencjackim, magisterskim i podyplomowym.

## Historia
Uniwersytet Ajn Szams został założony w lipcu 1950 roku. Jest trzecią (po Uniwersytecie Aleksandryjskim i Uniwersytecie Kairskim państwową, świecką i jednocześnie rodzimą uczelnią wyższą. Z początku Ajn Szams nie miał zbyt wielu wydziałów, jednak z czasem oferta uniwersytetu rozszerzyła się.
Sama uczelnia składa się obecnie z 14 wydziałów, 1 kolegium, 2 instytutów oraz 12 jednostek specjalnych.
Uniwersytet Ajn Szams posiada łącznie osiem kampusów.

## Misja i cele
Uniwersytet Ajn Szams dąży do doskonalenia w zakresie szkolnictwa wyższego i badań naukowych na poziomie lokalnym, regionalnym i międzynarodowym. Pragnie realizować swój cel w klimacie takich wartości jak: niezależność, wolność, demokracja i równość. Stara się także godnie służyć społeczeństwu i popierać ideę zrównoważonego rozwoju.

### Cele
Swoją misję Uniwersytet Ajn Szams pragnie kontynuować poprzez dążenie do realizacji następujących celów:
- Integracja kulturowa i ciągłe doskonalenie procesu dydaktycznego
- Zdobywanie i wykorzystywanie wiedzy teoretycznej zgodnie z normami etycznymi
- Szerzenie kultury i krzewienie idei etyki w badaniach naukowych
- Wzmocnienie współpracy z innymi uczelniami wyższymi, ośrodkami naukowo-badawczymi na szczeblu lokalnym, regionalnym i globalnym
- Opracowywanie programów edukacyjnych w świetle standardów lokalnych, regionalnych i globalnych
- Pozwalanie studentom na korzystanie z najnowszych źródeł wiedzy i nowoczesnej technologii, aby mogli rozwinąć swoje umiejętności w zakresie innowacji, przywództwa oraz samodzielnego uczenia się, pracy zespołowej i konkurencji
- Wzmocnienie kształcenia ustawicznego i kształcenia na odległość
- Dążenie do umożliwienia ośrodkom i jednostkom specjalnego charakteru świadczenia usług badawczych i doradczych na rzecz społeczności

## Wydziały
- Wydział Rolnictwa
- Wydział Sztuki
- Wydział Handlu
- Wydział Komputerów i Nauk Informatycznych
- Wydział Edukacji
- Wydział Inżynierii
- Wydział Dentystyczny
- Wydział Językowy
- Wydział Prawa
- Wydział Medycyny
- Wydział Farmacji
- Wydział Nauk Ścisłych
- Wydział Kształcenia Specjalnego

## Obecne władze[1]

### Rektor
- Prof. Dr Hussein Mohammed Ahmed Essa

### Wicerektorzy
- Prof. Dr Mohammed El-Husseiny El-Tokhy
- Prof. Dr Abdel Wahab Mohammed Ezzat
- Prof. Dr Ali Abd-El-Aziz Ali

## Rankingi
Według rankingu Webometrics World Universities z 2009 roku, Uniwersytet Ajn Szams zajmuje 3. miejsce w Egipcie i 15. miejsce w Afryce.